# Nian gao

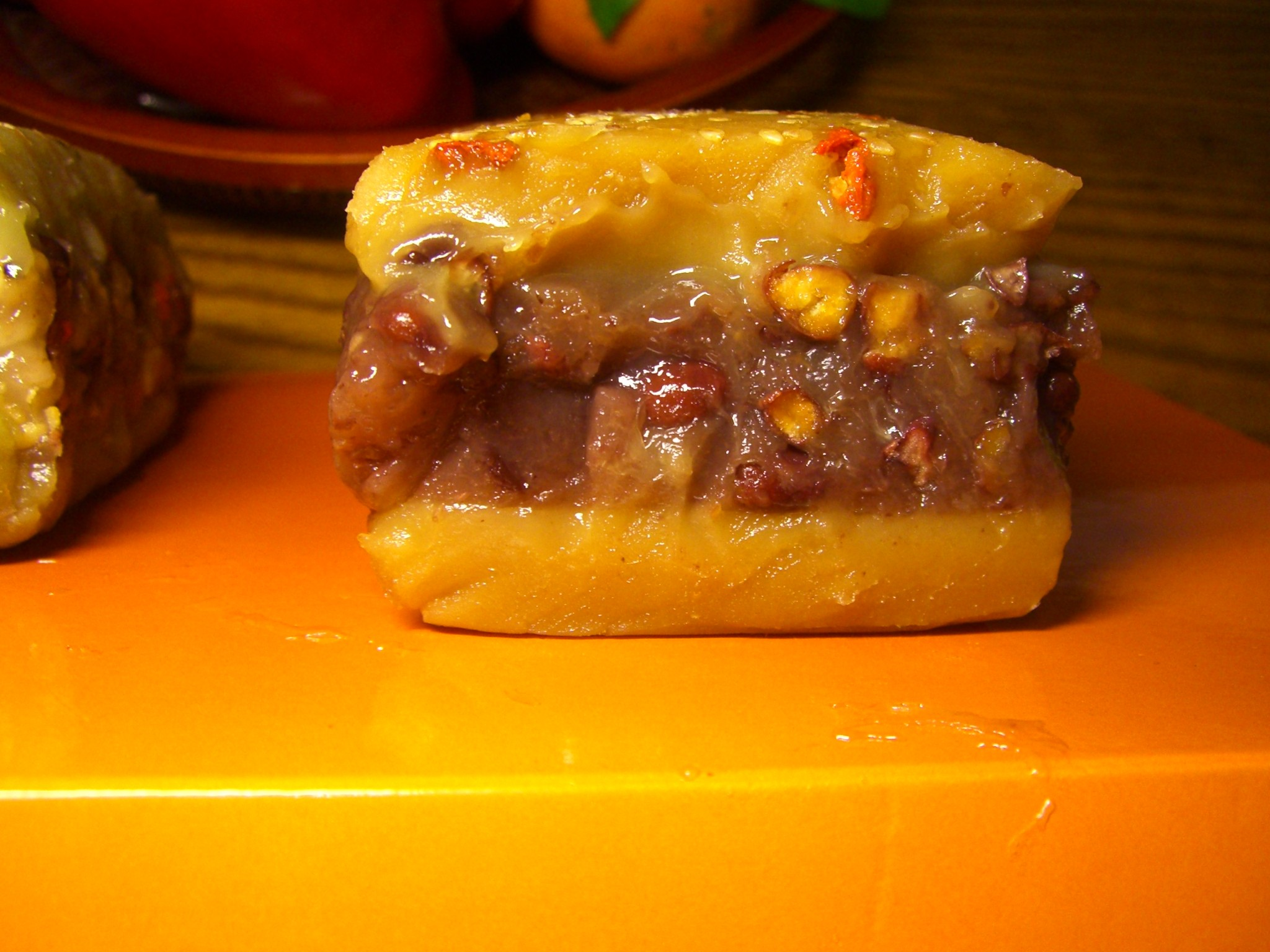
Nian gao relleno con anko.

Nian gao (en chino simplificado, 粘糕 o 年糕; pinyin:'zhāngāo' o 'niángāo'; literalmente "pastelito pegajoso" o "pastel del año"), también conocido en el occidente como "pastel de arroz" o pastel del Año Nuevo Chino, es preparado con arroz glutinoso y es utilizado como ingrediente en la cocina china. Se venden en supermercados asiáticos todo el año, pero tradicionalmente se comen en el Año Nuevo chino.
A pesar de que existen muchas variedades, todos tienen recetas similares: el arroz glutinoso cocinado se muele en una pasta, y dependiendo de la variedad puede que simplemente se moldee en una forma o se cocine otra vez.
El nian gao tiene muchas subvariedades. El estilo Shanghái es el más chicloso. Se vende de diferentes maneras y se cocina en un wok o se le agrega a la sopa. Otra variedad es el estilo dulce Cantonés que es endulzado con azúcar moreno que le da su color dorado aunque a veces se endulza con azúcar blanco para mantener el color blanco del arroz. La pasta se vierte en una sartén especial y se cuece al vapor. Se puede comer así, y tiene una textura similar al queso, o se puede freír en sartén para dorarlo. Otra variedad es un budín dulce y pegajoso hecho con harina de arroz glutinoso y azúcar moreno al que se le da sabor con agua de rosas o pasta de judías rojas. Se cocina al vapor hasta que se solidifica y se sirve en rebanadas gruesas. En Filipinas, se conoce como tícoy (en tagalo tikoy; en chino simplificado, 甜粿, tiⁿ-koé).
Corea y Japón ambos tienen alimentos de arroz glutinoso molido conocidos como tteok y mochi, respectivamente.